# Kamadatta, Hungund
Kamadatta là một làng thuộc tehsil Hungund, huyện Bagalkot, bang Karnataka, Ấn Độ.